# Josef Lippmann von Lissingen

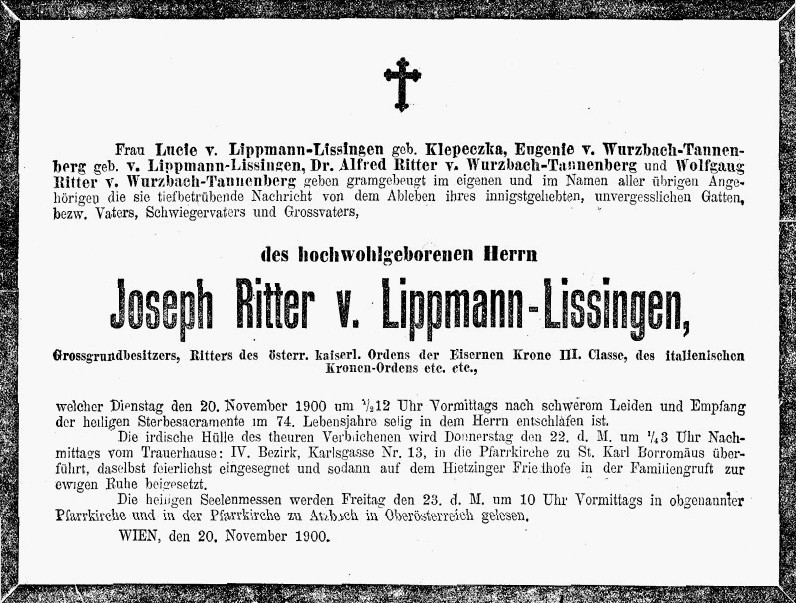
oznámení o úmrtí Josefa rytíře Lippmanna von Lissingen v dobovém tisku

Josef Filip Lippmann von Lissingen, civilním jménem též jen Josef Lippmann (19. března 1827 Praha – 20. listopadu 1900 Vídeň), byl rakouský podnikatel, bankéř a politik německé národnosti z Čech, v 2. polovině 19. století poslanec Říšské rady.

## Biografie
Narodil se jako nejstarší ze tří synů pražského bavlnářského továrníka Filipa Lippmanna a jeho ženy Anny rozené Rosenbergové. Od mládí se věnoval kupeckému povolání. Zabýval se podnikáním ve vlnařském průmyslu (v roce 1865 se uvádí jako velkoobchodník a majitel továrny na potiskování bavlny.). Stal se členem vedení České živnostenské jednoty. Zapojil se do debat o zřizování živnostenských škol a sociální péči o dělnictvo. V roce 1857 založil v Praze banku Lippmann Söhne. Získal si značný věhlas a díky tomu ho živnostenský spolek po Leopoldu von Lämmelovi jmenoval svým zástupcem v pražské obchodní komoře. Členem obchodní komory byl od roku 1859.
Angažoval se i politicky. V roce 1861 byl zvolen do obecního zastupitelstva Prahy za Staré Město. V letech 1861–1863 zasedal ve sboru obecních starších. Podílel se na debatách o výstavbě třetího pražského mostu a zřízení obecní plynárny. Byl též jedním z iniciátorů vzniku České eskomptní banky a usedl do její správní rady. Podobně se podílel na založení České zemědělské kreditní banky a České hypoteční banky. Podnikal též ve výstavbě železnic a zřídil si pobočku své firmy ve Vídni. Koncem 60. let zastával též funkci cenzora národní banky. Byl čestným předsedou měšťanského ostrostřeleckého sboru v Praze.
Roku 1865 byl zvolen na Český zemský sněm za kurii obchodních a živnostenských komor, obvod Praha. V zemských volbách v lednu 1867 zvolen nebyl, ale uspěl již v krátce poté vypsaných zemských volbách v březnu 1867, opět za kurii obchodních a živnostenských komor v Praze. Volba byl ovšem zpochybněna a předána k posouzení. Následně byla potvrzena. Mandát obhájil v zemských volbách roku 1870.
Zemský sněm ho 13. dubna 1867 zvolil i do Říšské rady (tehdy ještě volené nepřímo), za kurii obchodních a živnostenských komor. Opětovně ho zemský sněm do Říšské rady delegoval roku 1870. 10. listopadu 1870 složil slib. Profiloval se jako německý liberál (takzvaná Ústavní strana, liberálně a centralisticky orientovaná, odmítající federalistické aspirace neněmeckých etnik).

## Rodina
S manželkou Sofií Wittelshoferovou vychoval dvě dcery. Po odchodu z parlamentu se stáhl do soukromí. Zaměřil se na sbírání uměleckých děl. Vilu čp. 1050 v Praze Bubenči (Pelléova 21) v sousedství Lannovy vily pro něj roku 1869 projektoval architekt Ignác Ullmann, vila byla zbourána roku 1970.
Lippmann zemřel ve Vídni v listopadu 1900. Je pohřben na vídeňském Ústředním hřbitově.